# エスペン・エスコス
- エスペン・エスコース

エスペン・アンドレアス・エスコス（ノルウェー語: Espen Andreas Eskås、1988年6月24日 - ）は、ノルウェーのサッカー審判員。ベッケラゲッツ・スポーツクラブ所属。
2004年から審判としてのキャリアをスタートさせ、2010年にノルウェーサッカー協会からアデコリーガエン（2部リーグ）の審判に任命される。2015年にはエリテセリエン（1部リーグ） の審判に任命され、同年9月20日のFKハウゲスン対サルブスボルグ08戦でデビューを飾った。
2017年から国際サッカー連盟 (FIFA) に国際審判員として登録されている。2019年にはアイルランドで開催されたUEFA U-19欧州選手権決勝・オランダ対イタリアの試合の主審を務めた 2019年には、ノルウェーサッカー協会から同年の国内カップ戦決勝・FKハウゲスン対バイキングFK戦（ウレヴォール・スタディオン）の主審に任命された。2023年7月8日にジョージアで行われたUEFA U-21欧州選手権2023決勝・イングランド対スペイン戦でも主審を務めた。同年12月2日には、インドネシアで行われたFIFA U-17ワールドカップ決勝・ドイツ対フランスの主審を務めた。